# Jaroslav Vrábel
Jaroslav Vrábel (* 17. září 1971) je bývalý český fotbalista, obránce.

## Fotbalová kariéra
V české lize hrál za SK Hradec Králové a Bohemians Praha. V lize nastoupil v 54 utkáních. Dále hrál za SK Chrudim a FK Spolana Neratovice. Od roku 2017 rozdává radost v klubu TJ SOKOL PŘEDBOJ.
Přezdívka:Dědeček

## Ligová bilance
| Ročník                          | Zápasy | Góly | Klub              |
| ------------------------------- | ------ | ---- | ----------------- |
| 1. česká fotbalová liga 1994/95 | 16     | 0    | SK Hradec Králové |
| 1. česká fotbalová liga 1995/96 | 15     | 0    | SK Hradec Králové |
| 1. česká fotbalová liga 1996/97 | 13     | 0    | SK Hradec Králové |
| 1. česká fotbalová liga 1996/97 | 10     | 0    | Bohemians Praha   |
| CELKEM                          | 54     | 0    |                   |